# August Klingler
August Klingler (* 24. Februar 1918 in Bietigheim; † 23. November 1944; gefallen an der Ostfront) war ein deutscher Fußballspieler, der im Jahre 1942 fünf Spiele in der deutschen Fußballnationalmannschaft bestritt.

## Karriere
Als Zehnjähriger hat Klingler die erste Bekanntschaft mit dem runden Leder gemacht. Früher hat es der gestrenge Vater, seines Zeichens Polizeimeister von Daxlanden/Mühlburg und ohnehin mehr dem Turnsport zugetan, nicht erlaubt. Ausgeübt hat August Klingler das Fußballspiel von Beginn seiner Vereinskarriere an beim FV Daxlanden, einem ländlich geprägten Stadtteil von Karlsruhe. Er ging in Karlsruhe auf das Gymnasium und trat nach der Mittleren Reife eine Banklehre bei der Badischen Kommunalen Landesbank an.
Gerade 18 Jahre alt geworden, stand er am 9. April 1936 im Spiel FV Daxlanden gegen die Spfr. Forchheim erstmals in der 1. Mannschaft. Obwohl er von Natur aus Rechtsfüßer war, konnte er auf allen Stürmerpositionen eingesetzt werden, jedoch musste er größtenteils auf der linken Sturmseite spielen. In der Presse-Vorschau vom 21. Februar 1937 auf das Spiel FV Daxlanden gegen FC Phönix Karlsruhe wurde über den 19-jährigen Klingler bereits folgendes notiert: „Der Spiritus-Rector und Mittelstürmer der Mannschaft, ist noch jung an Jahren, besitzt aber trotzdem heute schon die nötige Kampferfahrung für solche Spiele. Ein allseits gefürchteter Torschütze. Verfügt über eine ausgefeilte Technik und äußerst ideenreiches Spiel, gepaart mit einem starken Schussvermögen.“ 
Durch repräsentative Spiele für den Gau Baden, Südwestdeutschland gegen Italien B und in einer deutschen Auswahl gegen Bayern im Rahmen des bayerischen Gaufestes in Schweinfurt hatte er bereits überregional auf sich aufmerksam gemacht. In der Runde 1938/39 brachte er dann das Kunststück fertig, in 20 Spielen des FV Daxlanden von 65 Toren seiner Elf 58 zu erzielen. Somit war seine Teilnahme an dem Kurs für Nachwuchsspieler in Duisburg vom 31. Juli bis 9. August 1939 unter Leitung des Reichstrainers Sepp Herberger keine Überraschung mehr. Eminente Schnelligkeit und platzierte Schüsse aus 20 bis 30 Metern waren seine Trümpfe. Man verglich den jungen Daxlander schon damals in seiner Anfangszeit mit dem berühmten Wormser „Seppl“ Fath (13 Länderspiele von 1934 bis 1938). 
In der Saison 1941/42 gelang seinem Heimatverein der Aufstieg in die Gauliga Baden. In der Aufstiegsrunde setzte sich Daxlanden gegen VfR Pforzheim, SV 98 Schwetzingen, VfB 05 Knielingen, SG Heidelberg-Kirchheim und Mannheim-Käfertal durch. Das Aufstiegsspiel gegen den SV Schwetzingen bestritt er am 30. August 1942, nach seinem Nationalmannschaftsdebüt gegen Rumänien, als er sich auf Urlaub in Daxlanden befand und sich auch am 26. August mit seiner späteren Ehefrau Erna Moos verlobte.
Als Fußballer erlebte der schussstarke Stürmer im Jahre 1942 in den Monaten August bis November seinen sportlichen Höhepunkt durch die Einsätze in der Nationalmannschaft unter Reichstrainer Sepp Herberger. Am 16. August feierte er sein Debüt beim 7:0-Sieg gegen Rumänien. Es folgten nahtlos die Einsätze am 20. September gegen Schweden (2:3), am 18. Oktober gegen die Schweiz (5:3) sowie das Testspiel gegen eine württembergische „Gau-Nachwuchself“ am 25. Oktober (7:2), in der er auf Toni Turek traf, den Weltmeister von 1954 und nachmaligen „Fußball-Gott“. Danach folgten die Partien am       1. November gegen Kroatien (5:1) und am 22. November beim 5:2 gegen die Slowakei, wobei er drei Treffer erzielte und "das Spiel seines Lebens" machte.
Bei seinen fünf Länderspieleinsätzen schoss August Klingler sechs Tore; allein gegen die Slowakei war er dreimal erfolgreich. Durch die Folgen des Zweiten Weltkrieges trat für die Nationalmannschaft nach dem Spiel am 22. November 1942 eine Länderspielpause bis zum 22. November 1950 ein. 
Sepp Herberger hielt August Klingler für eines der größten Talente des deutschen Fußballsports. Im April 1944 war er an die Ostfront gekommen, was Herberger trotz aller Bemühungen nicht mehr hatte verhindern können, weil der Jagdflieger Hermann Graf, der Klingler auch zu den Roten Jägern hatte holen wollen, kurz zuvor abgeschossen und schwer verwundet worden war.
In der Gauliga-Runde 1942/43 konnte er bei seinem Stammverein FV Daxlanden nur sporadisch mitwirken, da er durch Reichsarbeitsdienst und Wehrmachteinsätze in Achern, Kopenhagen, Breslau und Mülhausen/Els. überwiegend nicht mehr in der Heimatgemeinde war. Trotzdem konnten die „Blau-Schwarzen“ gegen den VfR Mannheim, SV Waldhof Mannheim, VfL Neckarau, FC Phönix Karlsruhe, VfB Mühlburg, Freiburger FC, 1. FC Pforzheim, FC Rastatt 04 und den ASV Feudenheim die Klasse erhalten.

## Gastspieler
Gastspieler waren in den späteren Kriegsjahren solche Fußballer, die an wechselnde militärische Einsatzorte abkommandiert wurden und dort mit einer DFB-Sondergenehmigung für einen anderen als ihren Stammverein Pflichtspiele bestreiten durften.
Ab dem 10. Mai 1943 war August Klingler für die Breslauer SpVgg 02 als Gastspieler spielberechtigt. Während eines Nationalmannschaftslehrgangs in Frankfurt zog sich Klingler eine Meniskusverletzung zu. Auf Vermittlungen von Reichstrainer Herberger wurde er in Hohenlychen bei Berlin operiert und wurde direkt aus dem Sanatorium nach Breslau abkommandiert. Mannschaftskameraden in den Spielen im Sportgau Niederschlesien um den „Tschammer-Pokal“ waren die Nationalspieler Ernst Plener und Reinhard Schaletzki, die beide als Stammmitglied dem VfR Gleiwitz angehörten. Nach dem Gewinn des Pokals in Niederschlesien stoppten die Breslauer erst der spätere Pokalsieger Vienna bei der 5:6-Niederlage am 19. September 1943 in Wien. Trotz seiner drei Tore hatte Klingler nicht das Ausscheiden verhindern können.
Die zweite Gastspieler-Zeit bestritt er dann ab dem 21. November 1943 im Sportgau Elsaß für den dortigen FC Mülhausen. Er gewann mit dem FC die Meisterschaft und steuerte 32 Tore dazu bei. In den folgenden Spielen um die deutsche Meisterschaft 1944 übersprangen sie am 16. April die Hürde Offenbacher Kickers mit einem 4:2-Sieg (2 Tore von Klingler), scheiterten anschließend aber am 7. Mai bei der KSG Saarbrücken mit 3:5.

## Stationen
- 1935 bis 1943: FV Daxlanden
- 1943: Breslauer SpVgg 02
- 1943 bis 1944: FC Mülhausen

## Aussagen zu August Klingler
- In dem Buch von Fritz Walter, „11 Rote Jäger“ aus dem Copress-Verlag ist nachzulesen:

„Sein Tod ging mir überaus nahe. Bei allen 5 Länderspielen, zu denen August berufen wurde, war auch ich dabei. Herberger und wir alle hielten den von Daxlanden bei Karlsruhe kommenden Klingler für eines der hoffnungsvollsten Talente im deutschen Fußballsport. Er war ein großartiger Linksaußen.“
- In einer Rangliste des deutschen Fußballs Anfang 1943 in der „Fußballwoche“ wird Klingler als die Nummer 1 auf Linksaußen geführt.

- KICKER, Nr. 33 vom 18. August 1942, Sonderberichterstatter Otto Nerz nach dem Länderspiel gegen Rumänien am 16. August:

„Klingler (Karlsruhe-Daxlanden) ist ohne Zweifel ein Gewinn für die Nationalmannschaft. Er ist technisch famos und versteht es ganz ausgezeichnet, den Gegner zu überspielen. Sein Schuß ist hervorragend. Klinglers Tor war für mich das schönste Tor des Tages, was bei sieben Toren allerhand heißen will. Bei manchem erinnert er in seiner Spielweise an Fath, aber er ist härter und sein Schuß ist gewaltiger. Heute gelang ihm als Neuling nicht alles, aber ich glaube, der Mann hat eine Zukunft in der Nationalmannschaft. Er macht seinem Namen alle Ehre; wenn er zum Schuß kommt, dann „klingelt“ es.“
- KICKER, Nr. 34 vom 25. August 1942

„Der neue deutsche Stürmer-Stern“, August Klingler vom FV Daxlanden
- KICKER, Bilanz des Jahres 1942, Otto Nerz

„August Klingler, der große Gewinn des Jahres“

## Ehrung

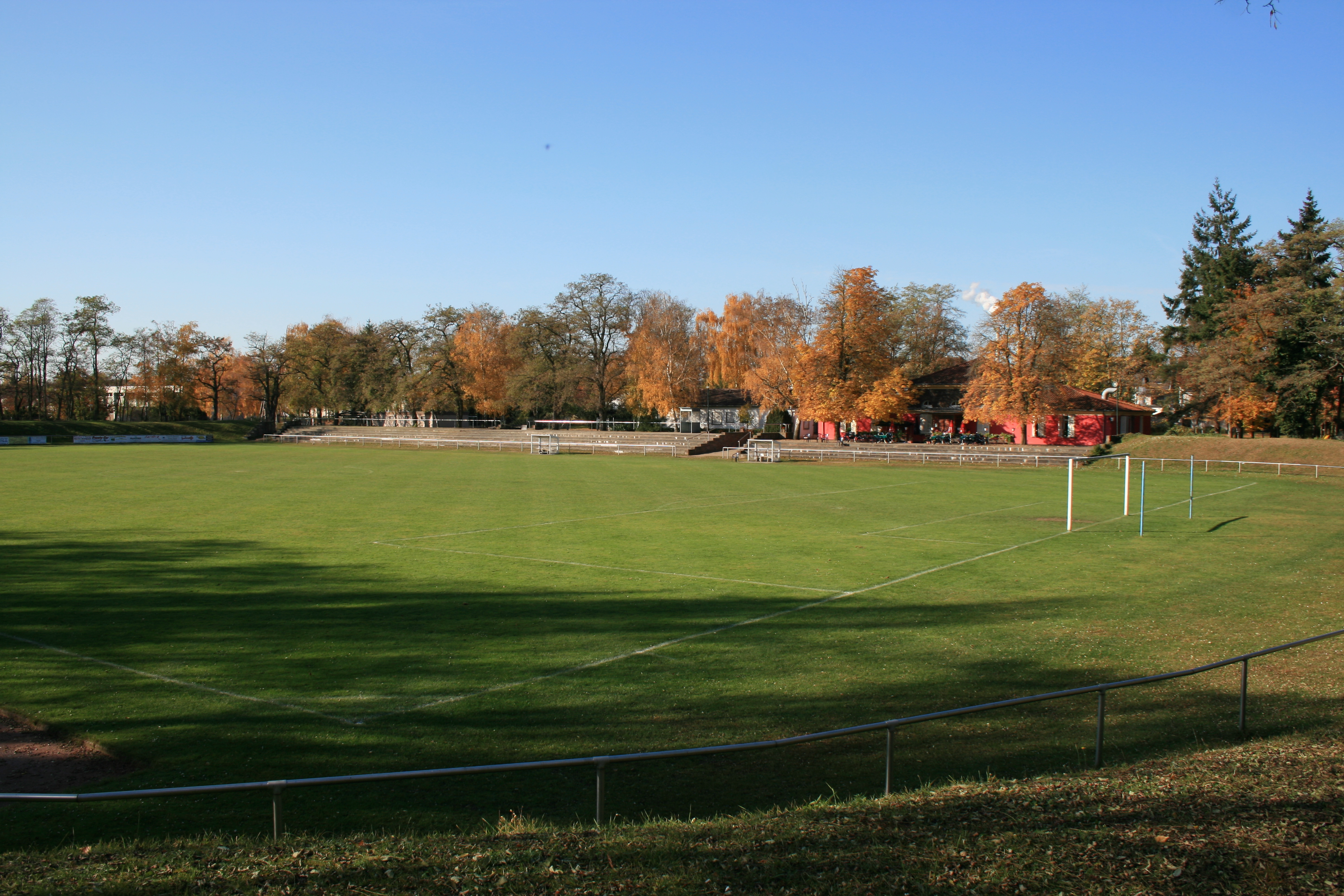
Das nach Klingler benannte „August-Klingler-Stadion“

Am Sonntag, dem 15. Juni 1958, wurde das „August-Klingler-Stadion“ des FV Daxlanden mit einem Freundschaftsspiel gegen den VfL Neustadt in Anwesenheit des Karlsruher Oberbürgermeisters Günther Klotz, der Witwe August Klinglers und des 14 Jahre alten Sohnes Harald eingeweiht.